# Jiří Pimpara
Jiří Pimpara (* 4. února 1987, Rumburk) je český fotbalový obránce a bývalý mládežnický reprezentant, hráč klubu TJ Sokol Srbice. 

## Klubová kariéra
S fotbalem začínal v FK Rumburk, odkud odešel v deseti letech do FK Teplice. Zde dostal první příležitost v ligovém zápase. Po hostování v FK Ústí nad Labem a operaci srdeční chlopně přestoupil létě 2010 do FK Varnsdorf. Týden po podpisu smluvy s FC Slovan Liberec v lednu roku 2013 si na tréninku utrhl křížový vaz v koleni. Kvůli tomu se premiérového startu za severočeský klub dočkal až v září 2013 v domácím zápase proti Příbrami, když v nastaveném čase střídal zraněného Martina Frýdka a po minutě strávené na hřišti vstřelil hlavou po rohovém kopu jediný a tudíž vítězný gól zápasu. Podobný kousek zopakoval 11. listopadu 2013 v ligovém zápase s Teplicemi, šel na hřiště v 86. minutě a po cca 15 sekundách hlavou rozhodl o dělbě bodů za remízu 1:1. Trenér Jaroslav Šilhavý jej využíval i v útočné fázi, kde se hráč dokázal prosazovat.
S Libercem si zahrál i ve skupinové fázi Evropské ligy 2013/14 (kde se tým střetl se španělskou Sevillou, německým Freiburgem a portugalským Estorilem). 28. listopadu 2013 v domácím utkání proti Freiburgu sklepával hlavou centrovaný míč na Serhije Rybalku, který poté pohodlně skóroval. Rybalkova branka pouze mírnila konečnou porážku 1:2, přesto si Liberec stále uchovával naději na postup ze skupiny. S týmem nakonec zažil vyřazení v šestnáctifinále proti nizozemskému AZ Alkmaar.
Liberec obsadil v Gambrinus lize 2013/14 pohárovou 4. příčku a následující sezonu se Pimpara představil v Evropské lize UEFA 2014/15. Se Slovanem Liberec podstoupil v sezóně 2014/15 boje o záchranu v 1. české lize, ta se zdařila. S týmem navíc vybojoval triumf v českém poháru.
V červenci 2015 odešel na hostování do slovenského prvoligového klubu FO ŽP ŠPORT Podbrezová. V lednu 2016 se vydal na další hostování, tentokrát do druholigového českého mužstva FC Sellier & Bellot Vlašim. Od července do prosince 2017 hostoval ve druholigové Viktorii Žižkov. V kádru Liberce neměl perspektivu, a tak v únoru 2017 odešel na další půlroční hostování, nyní do FK Ústí nad Labem, kde o něj stál trenér Jiří Skála. V létě 2017 mu v Liberci skončila smlouva a Pimpara do Ústí přestoupil.

## Reprezentační kariéra (mládežnické kategorie)
Nastupoval za české mládežnické reprezentace U18, U19 a U20.

## Úspěchy

### Klubové
FK Teplice
- 1× vítěz českého poháru (2008/09)

FC Slovan Liberec
- 1× vítěz českého poháru (2014/15)